# Frankrigs dronninger
Dette er en liste over de kvinder, der har været dronninger eller kejserinder i det franske monarki . Alle Frankrigs monarker var mandlige, selvom nogle kvinder har styret Frankrig som regenter . 
53 kvinder blev gift med franske monarker: 49 dronninger og tre (fem) kejserinder. Ingeborg af Denmark og Anne af Bretagne var begge dronning mere end én gang. Maria Josefine af Savoyen var dronning de jure i de republikanske og kejserlige perioder, men aldrig hustru til en de facto leder af den franske stat. 
Fra 1285 til 1328 var rigerne Navarra og Frankrig forenet i kraft af ægteskabet med Johanne 1. af Navarra med Filip 4. af Frankrig og gennem deres tre sønner, Ludvig 10., Philip 5., og Karl 4. Hustruerne til disse tre konger var således dronninger af Navarra såvel som Frankrig. Med Karl 4.'s død gled Navarra imidlertid ud af de franske kongers kontrol indtil 1589, da Henrik 3. af Navarra blev Henrik 4. af Frankrig . 
Efter Henry 4.'s tronbestigelse blev hans kone Margrete af Valois, der allerede var dronning af Navarra, også dronning af Frankrig. Derefter var Frankrigs dronninger indtil 1791 også dronninger af Navarra. Navarra blev i 1620 indlemmet i det franske rige, men de franske konger fortsatte med at kalde sig selv konge af Navarra indtil 1791. Titlen konge af Navarra (Roi de France et de Navarre) vendte tilbage i forbindelse med genoprettelsen af monarkiet i 1814-15, men forsvandt med revolutionen i 1830; Bonaparte-kejserinder og Orléans-dronninger brugte den ikke.

## Kvindelige regenter
Mange dronninger fungerede som regenter for deres mænd eller deres børn under børnenes minoriteter. Disse var: 
- Anna af Kijev, 1060–66, under hendes søn, Filip 1.'s minoritet
- Adèle af Champagne, 1190–92, mens hendes søn, Filip 2. August deltog i det tredje korstog
- Blanka af Kastillien : 
  - 1226–1234: Under hendes søn Ludvig 9.'s minoritet
  - 1248–1252: Mens Louis 9. var på korstog.
- Johanne af Burgund, der ofte regerede for hendes mand Filip 6., mens han var i krig.
- Isabella af Bayern (periodevist mellem 1393–1420), under hendes mand Karl 6.'s sindssyge, hvor hun kæmpede om magten med sin mands onkler og brødre
- Katarina af Medici: 
  - 1552: Mens hendes mand Henrik 2. forlod kongeriget for at kæmpe for Metz
  - 1560–1563: Under hendes anden søn, Karl 9.'s minoritet
  - 1574: Under hendes tredje søn, Henrik 3.'s fravær i Polen
- Marie af Medici, 1610–1614, under hendes søn, Ludvig 13.'s minoritet
- Anna af Østrig, 1643–1651, under hendes søn, Ludvig 14.'s minoritet
- Kejserinde Eugenie, tre gange for hendes mand, Napoleon 3., under hans fravær.

## Kejserinder
Frankrig har i en periode på lige knap 1000 år haft i alt fem kejserinder (hvis der ses bort fra Ludvig den Frommes to kejserinder mellem 813 og 840), hvoraf to af dem tillige var dronninger af Frankrig/Vestfranken, mens de tre seneste kejserinder ikke havde titel af dronninger af Frankrig, men alene af kejserinder.
Perioderne, hvor Frankrig havde en kejserinde, var følgende:
- 25. december 875 – 5./6. oktober 877, Richilde af Provence (sv)
- 12. december 884 – ca. 17. november 887, Richardis (sv)
- 2. december 1804 – 10. januar 1810, Joséphine de Beauharnais
- 1. april 1810 – 6. april 1814, Marie Louise af Østrig
- 30. januar 1853 – 4. september 1870, Eugénie af Frankrig

## Karolingerne
| Billede | Navn                   | Far                             | Født        | Ægteskab       | Blev dronning     | Kroning | Ophørte som dronning | Død                   | Ægtefælle               |
| ------- | ---------------------- | ------------------------------- | ----------- | -------------- | ----------------- | ------- | -------------------- | --------------------- | ----------------------- |
|         | Ermentrude af Orléans  | Odo, greve af Orléans           | 823         | 842            | 842               |         | 869                  | 869                   | Karl 2. den Skaldede    |
|         | Richilde af Provence   | Bivin af Gorze                  | ca. 845     | 870            | 870               |         | 5./6. oktober 877    | 2. juni 910           | Karl 2. den Skaldede    |
|         | Adelheid af Paris      | Adalard af Paris                | ca. 850-853 | februar 875    | 5./6. oktober 877 |         | 10. april 879        | 10. november 901      | Ludvig 2. den Stammende |
|         | Richardis              | Erchanger, greve af Nordgau     | ca 840      | 862            | 12. december 884  |         | 11. november 887     | 18. september 894-896 | Karl den Tykke          |
|         | Théodrate af Troyes    |                                 | 868         | før 885        | februar 888       |         | 1. januar 898        | 903                   | Odo                     |
|         | Frederonne             |                                 | 887         | 907            | 907               |         | 917                  | 917                   | Karl 3. den Enfoldige   |
|         | Eadgifu af England     | Edvard af Wessex                | 902         | 7. oktober 919 | 7. oktober 919    |         | 922                  | efter 955             | Karl 3. den Enfoldige   |
|         | Béatrice af Vermandois | Herbert 1., greve af Vermandois | ca. 880     | 895            | 922               |         | 923                  | efter 931             | Robert 1.               |
|         | Emma af Frankrig       | Robert 1. af Frankrig           | 894         | 921            | 13. juli 923      |         | 934                  | 934                   | Rudolf                  |
|         | Gerberga af Sachsen    | Henrik Fuglefænger              | ca. 913     | 939            | 939               |         | 10. september 954    | 5. maj 984            | Ludvig 4.               |
|         | Emma af Italien        | Lothar 2. af Italien            | ca. 948     | 965            | 965               |         | 26. marts 986        | ?                     | Lothar                  |
| Billede | Navn                   | Far                             | Født        | Ægteskab       | Blev dronning     | Kroning | Ophørte som dronning | Død                   | Ægtefælle               |

## Huset Capet

### Hovedlinje
| Billede | Navn                      | Far                                    | Født                | Ægteskab           | Blev dronning      | Kroning           | Ophørte som dronning         | Død               | Ægtefælle  | Våbenskjold                                                                                |
| ------- | ------------------------- | -------------------------------------- | ------------------- | ------------------ | ------------------ | ----------------- | ---------------------------- | ----------------- | ---------- | ------------------------------------------------------------------------------------------ |
|         | Adelheid af Aquitanien    | Vilhelm 3., hertug af Aquitanien       | ca. 945             | 970                | 3 July 987         |                   | 24. oktober 996              | 1004              | Hugo       |                                                                                            |
|         | Rozala af Italy           | Berengar 2. of Italien                 | ca. 937             | 988/989            | 996                |                   | 996                          | 7. februar 1003   | Robert 2.  |                                                                                            |
|         | Bertha af Burgund         | Konrad af Burgund                      | ca. 952             | 996                | 996                |                   | 1000                         | 1035?             | Robert 2.  |                                                                                            |
|         | Konstance af Provence     | Vilhelm 1., greve af Provence          | 986                 | 1003               | 1003               |                   | 20. juli 1031                | 25. juli 1034     | Robert 2.  |                                                                                            |
|         | Matilde af Frisland       | Liudolf, markgreve af Frisland         | ca. 1024            | 1034               | 1034               |                   | 1044                         | 1044              | Henrik 1.  |                                                                                            |
|         | Anne af Kijev             | Jaroslav 1. af Kijev                   | ca. 1024            | 19. maj 1051       | 19. maj 1051       |                   | 4. august 1060               | 1075              | Henrik 1.  |                                                                                            |
|         | Bertha af Holland         | Floris 1., greve af Holland            | ca. 1055            | 1072               | 1072               |                   | 1092                         | 1094              | Filip 1.   |                                                                                            |
|         | Bertrade de Montfort      | Simon 1. de Montfort                   | ca. 1070            | 15. maj 1092       | 15. maj 1092       |                   | 29. juli 1108                | 1117              | Filip 1.   |                                                                                            |
|         | Adelheid af Savoyen       | Hubert 2., greve of Savoyen            | 1092                | 3. august 1115     | 3. august 1115     |                   | 1. august 1137               | 18. november 1154 | Ludvig 6.  |                                                                                            |
|         | Eleanora of Aquitanien    | Vilhelm 10., hertug af Aquitanien      | 1122                | 22. july 1137      | 1137               | 25. december 1137 | 21. marts 1152 annulleret    | 1. april 1204     | Ludvig 7.  |                                                                                            |
|         | Konstance af Kastilien    | Alfons 7. af Kastilien                 | 1141                | 1154               | 1154               | 1154              | 1160                         | 1160              | Ludvig 7.  |                                                                                            |
|         | Adéle af Champagne        | Theobald 2., greve af Champagne        | ca. 1140            | 1164               | 1164               | ?                 | 18. september 1180           | 4. june 1206      | Ludvig 7.  |                                                                                            |
|         | Isabella af Hainaut       | Balduin 5., greve af Hainaut           | 5. april 1170       | 1180               | 1180               | 29. maj 1180      | 1190                         | 1190              | Filip 2.   |                                                                                            |
|         | Ingeborg af Danmark       | Valdemar den Store                     | 1175                | 15. august 1193    | 15. august 1193    | 25. august 1193   | 5. november 1193 separeret   | 29. juli 1236     | Filip 2.   |                                                                                            |
|         | Agnes af Andechs-Meranien | Berthold 4., hertug af Meranien        | ca. 1175            | juni 1196          | juni 1196          | ?                 | 1200 forstødt                | 20. juli 1201     | Filip 2.   |                                                                                            |
|         | Ingeborg af Danmark       | Valdemar den Store                     | 1175                | 15. august 1193    | 1213 genindsat     |                   | 14. juli 1223 husbonds død   | 29 juli 1236      | Filip 2.   |                                                                                            |
|         | Blanka af Kastilien       | Alfons 8. af Kastilien                 | 4. marts 1188       | 22. maj 1200       | 14. juli 1223      | 6. august 1223    | 8. november 1226             | 26. november 1252 | Ludvig 8.  |                                                                                            |
|         | Margrete af Provence      | Raimond Berengar 4., greve af Provence | ca. 1221            | 27. maj 1234       | 27. maj 1234       | ?                 | 25. august 1270              | 21. december 1295 | Ludvig 9.  |                                                                                            |
|         | Isabella af Aragonien     | Jakob 1. af Aragonien                  | 1247                | 28. maj 1262       | 25. august 1270    | Ukronet           | 28. januar 1271              | 28. januar 1271   | Filip 3.   |                                                                                            |
|         | Marie af Brabant          | Henrik 3., hertug of Brabant           | 1254                | 21. august 1274    | 21. august 1274    | 24. juni 1275     | 5. oktober 1285              | 10. januar 1322   | Filip 3.   |                                                                                            |
|         | Johanne 1. af Navarra     | Henrik 1. af Navarra                   | ca. 14. januar 1271 | 16. august 1284    | 5. oktober 1285    | 5. januar 1286    | 4. april 1305                | 4. april 1305     | Filip 4.   |                                                                                            |
|         | Margrete af Burgund       | Robert 2., hertug af Burgund           | 1290                | 23. september 1305 | 29. november 1314  | Ukronet           | 30. april 1315               | 30. april 1315    | Ludvig 10. | Fængslet under sin husbonds regering på grund af Tour de Nesle Affæren. Våbenskjold ukendt |
|         | Klementia af Ungarn       | Karl Martel af Anjou                   | 1293                | 19. august 1315    | 19. august 1315    | 24. august 1315   | 5. juni 1316                 | 12. oktober 1328  | Ludvig 10. |                                                                                            |
|         | Johanne 2. af Burgund     | Otto 4., greve af Burgund              | 1291                | 1307               | 20. november 1316  | 9. januar 1317    | 3. januar 1322               | 21. januar 1330   | Filip 5.   |                                                                                            |
|         | Blanka af Burgund         | Otto 4., greve af Burgund              | ca. 1296            | 1308               | 3. januar 1322     | Ukronet           | 19. maj 1322                 | april 1326        | Karl 4.    | Fængslet under sin husbonds regering på grund af Tour de Nesle Affæren. Våbenskjold ukendt |
|         | Marie af Luxemburg        | Henrik 7., tysk-romersk kejser         | 1304                | 21. september 1322 | 21. september 1322 | 15. maj 1323      | 26. marts 1324               | 26. marts 1324    | Karl 4.    |                                                                                            |
|         | Johanne af Évreux         | Ludvig, greve af Évreux                | 1310                | 5. juli 1325       | 5. juli 1325       | 11. maj 1326      | 1. februar 1328 husbonds død | 4. marts 1371     | Karl 4.    |                                                                                            |
| Billede | Navn                      | Far                                    | Født                | Ægteskab           | Blev dronning      | Kronning          | Ophørte som dronning         | Død               | Ægtefælle  | Arms                                                                                       |

### Huset Valois
| Billede | Navn                   | Far                            | Født            | Ægteskab         | Blev dronning   | Kroning            | Ophørte som dronning           | Død                | Ægtefælle | Våbenskjold |
| ------- | ---------------------- | ------------------------------ | --------------- | ---------------- | --------------- | ------------------ | ------------------------------ | ------------------ | --------- | ----------- |
|         | Johanne af Burgund     | Robert 2., hertug af Burgund   | 24. juni 1293   | juli 1313        | 1. april 1328   | 29. maj 1328       | 12. september 1348             | 12. september 1348 | Filip 6.  |             |
|         | Blanka af Navarra      | Filip 3. af Navarra            | 1330-1333       | 29. januar 1350  | 29. januar 1350 | ukronet            | 22. august 1350 husbondens død | 5. oktober 1398    | Filip 6.  |             |
|         | Johanne 1. af Auvergne | Vilhelm 12., greve af Auvergne | 8. maj 1326     | 13. februar 1349 | 22. august 1350 | 26. september 1350 | 29. september 1360             | 29. september 1360 | Johan 2.  |             |
|         | Johanne af Bourbon     | Peter 1, hertug af Bourbon     | 3. februar 1338 | 1350             | 8. april 1364   | 19. maj 1364       | 6. februar 1378                | 6. februar 1378    | Karl 5.   |             |
|         | Isabella af Bayern     | Stefan 3., hertug af Bayern    | ca. 1370        | 17. juli 1385    | 17. juli 1385   | 1389               | 21. oktober 1422 husbonds død  | 24. september 1435 | Karl 6.   |             |
| Billede | Navn                   | Far                            | Født            | Ægteskab         | Blev dronning   | Kroning            | Ophørte som dronning           | Død                | Ægtefælle | Våbenskjold |

## Huset Lancaster
Nogle kilder omtaler Margrete af Anjou som dronning af Frankrig,  men hendes ret til denne titel er bestridt. Hun blev for en tid anerkendt som dronning i de engelskkontrollerede franske territorier. 
| Billede | Navn              | Far               | Født           | Ægteskab       | Blev dronning  | Kroning                              | Ophørte som dronning                                             | Død             | Ægtefælle            | Arme |
| ------- | ----------------- | ----------------- | -------------- | -------------- | -------------- | ------------------------------------ | ---------------------------------------------------------------- | --------------- | -------------------- | ---- |
|         | Margrete af Anjou | René 1. af Napoli | 23. marts 1430 | 23. april 1445 | 23. april 1445 | ikke kronet som dronning af Frankrig | 19. oktober 1453 efter englændernes nederlag i Hundredeårskrigen | 25. august 1482 | Henrik 6. af England |      |
| Billede | Navn              | Far               | Født           | Ægteskab       | Blev dronning  | Kroning                              | Ophørte som dronning                                             | Død             | Ægtefælle            | Arme |

## Huset Capet

### Huset Valois
| Billede | Navn                 | Far                          | Født             | Ægteskab          | Blev dronning     | Kroning         | Ophørte som dronning         | Død              | Ægtefælle  | Arme        |
| ------- | -------------------- | ---------------------------- | ---------------- | ----------------- | ----------------- | --------------- | ---------------------------- | ---------------- | ---------- | ----------- |
|         | Marie af Anjou       | Ludvig 2. af Napoli          | 14. oktober 1404 | 18. december 1422 | 18. december 1422 | ?               | 22. juli 1461 husbonds død   | 1463             | Karl 7.    |             |
|         | Charlotte of Savoyen | Ludvig 1., hertug af Savoyen | 1443             | 14. februar 1451  | 22. juli 1461     | ?               | 30. august 1483 husbonds død | 1. december 1483 | Ludvig 11. |             |
|         | Anne af Bretagne     | Frans 2., hertug af Bretagne | 25. januar 1477  | 6. december 1491  | 6. december 1491  | 8. februar 1492 | 7. april 1498 husbonds død   | 9. januar 1514   | Karl 8.    |             |
| Billede | Navn                 | Far                          | Født             | Ægteskab          | Blev dronning     | Kroning         | Ophørte som dronning         | Død              | Ægtefælle  | Våbenskjold |

### Huset of Valois-Orléans
| Billede | Navn                | Far                          | Fødsel          | Ægteskab          | Blev dronning                         | Kroning           | Ophørte med at være dronning | Død             | Ægtefælle  | Arme        |
| ------- | ------------------- | ---------------------------- | --------------- | ----------------- | ------------------------------------- | ----------------- | ---------------------------- | --------------- | ---------- | ----------- |
|         | Johanne af Frankrig | Ludvig 11. af Frankrig       | 23. april 1464  | 8. september 1476 | 7. april 1498 Husbonds tronbestigelse | Ikke kronet       | 17. december 1498 annulleret | 4. februar 1505 | Ludvig 12. |             |
|         | Anne af Bretagne    | Frans 2., hertug af Bretagne | 25. januar 1477 | 8. januar 1499    | 8. januar 1499                        | 18. november 1504 | 9. januar 1514               | 9. januar 1514  | Ludvig 12. |             |
|         | Marie Tudor         | Henrik 7. af England         | 18. marts 1496  | 9. oktober 1514   | 9. oktober 1514                       | 5. november 1514  | 1. januar 1515 husbonds død  | 25. juni 1533   | Ludvig 12. |             |
| Billede | Navn                | Far                          | Født            | Ægteskab          | Blev dronning                         | Kroning           | Ophørte som dronning         | Død             | Ægtefælle  | Våbenskjold |

### Huset Valois-Angoulême
| Billede | Navn               | Far                                   | Født              | Ægteskab          | Blev dronning                          | Kroning                                                   | Ophørte som dronning          | Død              | Ægtefælle | Våbenskjold |
| ------- | ------------------ | ------------------------------------- | ----------------- | ----------------- | -------------------------------------- | --------------------------------------------------------- | ----------------------------- | ---------------- | --------- | ----------- |
|         | Claude af Frankrig | Ludvig 12. af Frankrig                | 14. oktober 1499  | 18. maj 1514      | 1. januar 1515 Husbonds tronbestigelse | 10. maj 1517                                              | 20. juli 1524                 | 20. juli 1524    | Frans 1.  |             |
|         | Eleonora af Østrig | Filip 1. af Kastilien                 | 15. november 1498 | 4. juli 1530      | 4. juli 1530                           | 5. marts 1532                                             | 31. marts 1547 husbonds død   | 25. februar 1558 | Frans 1.  |             |
|         | Katarina af Medici | Lorens 2. af Medici, hertug af Urbino | 13. april 1519    | 28. oktober 1533  | 31. marts 1547 Husbonds tronbestigelse | 10. juni 1549                                             | 10. juli 1559 husbonds død    | 5. januar 1589   | Henrik 2. |             |
|         | Marie Stuart       | Jakob 5. af Skotland                  | 8. december 1542  | 24. april 1558    | 10. juli 1559 Husbonds tronbestigelse  | Ikke kronet, hun var allerede kronet dronning af Skotland | 5. december 1560 husbonds død | 8. februar 1587  | Frans 2.  |             |
|         | Elisabet af Østrig | Maximilian 2., Tysk-Romersk Kejser    | 5. juni 1554      | 26. november 1570 | 26. november 1570                      | 25. marts 1571                                            | 30. maj 1574 husbonds død     | 22. januar 1592  | Karl 9.   |             |
|         | Louise af Lorraine | Nikolaj, hertug af Mercœur            | 30. april 1553    | 13. februar 1575  | 13. februar 1575                       | Ikke kronet                                               | 2. august 1589 husbonds død   | 29. januar 1601  | Henrik 3. |             |
| Billede | Navn               | Far                                   | Født              | Ægteskab          | Blev dronning                          | Kroning                                                   | Ophørte som dronning          | Død              | Ægtefælle | Våbenskjold |

### Huset Bourbon
| Billede | Navn                       | Far                                       | Født               | Ægteskab                                        | Blev dronning                          | Kroning      | Ophørte som dronning                   | Død                        | Ægtefælle  | Arme        |
| ------- | -------------------------- | ----------------------------------------- | ------------------ | ----------------------------------------------- | -------------------------------------- | ------------ | -------------------------------------- | -------------------------- | ---------- | ----------- |
|         | Margrete af Valois         | Henrik 2. af Frankrig                     | 14. maj 1553       | 18. august 1572                                 | 2. august 1589 Husbonds tronbestigelse | Ikke kronet  | 17. december 1599 ægteskab annulleret  | 27. marts 1615             | Henrik 4.  |             |
|         | Marie af Medici            | Frans 1. af Medici, storhertug af Toscana | 26. april 1575     | 17. december 1600                               | 17. december 1600                      | 13. maj 1610 | 14. maj 1610 husbonds død              | 3. juli 1642               | Henrik 4.  |             |
|         | Anna af Østrig             | Filip 3. af Spanien                       | 22. september 1601 | 24. november 1615                               | 24. november 1615                      | Ikke kronet  | 14. maj 1643 husbonds død              | 20. januar 1666            | Ludvig 13. |             |
|         | Maria Theresa af Spanien   | Filip 4. af Spanien                       | 10. september 1638 | 9. juni 1660                                    | 9. juni 1660                           | Ikke kronet  | 30. juli 1683                          | 30. juli 1683              | Ludvig 14. |             |
|         | Marie Leszczyńska          | Stanisław 1. af Polen                     | 23. juni 1703      | 4. september 1725                               | 4. september 1725                      | Ikke kronet  | 24. juni 1768                          | 24. juni 1768              | Ludvig 15. |             |
|         | Marie Antoinette af Østrig | Frans 1. Stefan, Tysk-Romersk Kejser      | 2. november 1755   | 19. april 1770 (ved stedfortræder) 16. maj 1770 | 10. maj 1774 Husbonds tronbestigelse   | Ikke kronet  | 21. september 1792 husbonds afsættelse | 16. oktober 1793 henrettet | Ludvig 16. |             |
| Billede | Navn                       | Far                                       | Født               | Ægteskab                                        | Blev dronning                          | Kroning      | Ophørte som dronning                   | Død                        | Ægtefælle  | Våbenskjold |

## Huset Bonaparte
| Billede | Navn                     | Far                    | Født              | Ægteskab                                         | Blev kejserinde                                  | Kroning          | Ophørte som kejserinde            | Død               | Ægtefælle   | Våbenskjold |
| ------- | ------------------------ | ---------------------- | ----------------- | ------------------------------------------------ | ------------------------------------------------ | ---------------- | --------------------------------- | ----------------- | ----------- | ----------- |
|         | Joséphine de Beauharnais | Joseph-Gaspard Tascher | 23. juni 1763     | 9. marts 1796                                    | 18. maj 1804 Husbonds tronbestigelse             | 2. december 1804 | 10. januar 1810 skilsmisse        | 29. maj 1814      | Napoleon 1. |             |
|         | Marie Louise af Østrig   | Frans 2. af Østrig     | 12. december 1791 | 11. marts 1810 (ved stedfortræder) 1. april 1810 | 11. marts 1810 (ved stedfortræder) 1. april 1810 | Ikke kronet      | 6. april 1814 Husbonds abdikation | 17. december 1847 | Napoleon 1. |             |
| Billede | Navn                     | Far                    | Født              | Ægteskab                                         | Blev kejserinde                                  | Kroning          | Ophørte som kejserinde            | Død               | Ægtefælle   | Våbenskjold |

## Huset Capet

### Huset Bourbon
| Billede | Navn                      | Far                    | Født              | Ægteskab      | Blev dronning                | Kroning     | Ophørte med at være dronning       | Død              | Ægtefælle  | Arme |
| ------- | ------------------------- | ---------------------- | ----------------- | ------------- | ---------------------------- | ----------- | ---------------------------------- | ---------------- | ---------- | ---- |
|         | Marie Thérèse af Frankrig | Ludvig 16. af Frankrig | 19. december 1778 | 10. juni 1799 | 2. august 1830 i 20 minutter | Ikke kronet | 2. august 1830 Husbonds abdikation | 19. oktober 1851 | Ludvig 19. |      |

### Huset Orléans
| Billede | Navn                           | Far                            | Født           | Ægteskab          | Blev dronning                          | Kroning     | Ophørte som dronning                 | Død            | Ægtefælle    | Arme |
| ------- | ------------------------------ | ------------------------------ | -------------- | ----------------- | -------------------------------------- | ----------- | ------------------------------------ | -------------- | ------------ | ---- |
|         | Maria Amalia af Begge Sicilier | Ferdinand 1. af begge Sicilier | 26. april 1782 | 25. november 1809 | 9. august 1830 Husbonds tronbestigelse | Ikke kronet | 24. februar 1848 Husbonds abdikation | 24. marts 1866 | Ludvig-Filip |      |

## Huset Bonaparte
| Billede | Navn               | Far                                                  | Født        | Ægteskab        | Blev kejserinde | Kroning     | Ophørte som kejserinde                | Død           | Ægtefælle   | Arme |
| ------- | ------------------ | ---------------------------------------------------- | ----------- | --------------- | --------------- | ----------- | ------------------------------------- | ------------- | ----------- | ---- |
|         | Eugénie de Montijo | Cipriano de Palafox y Portocarrero, greve af Montijo | 5. maj 1826 | 30. januar 1853 | 30. januar 1853 | Ikke kronet | 4. september 1870 husbonds afsættelse | 11. juli 1920 | Napoleon 3. |      |